# Chicken 226
Chicken 226 är ett reservat i Kanada.   Det ligger i provinsen Saskatchewan, i den centrala delen av landet, 2 500 km nordväst om huvudstaden Ottawa. Chicken 226 ligger vid sjön Black Lake.
Trakten runt Chicken 226 är nära nog obefolkad, med mindre än två invånare per kvadratkilometer.